# شهرستان گرند باسا
شهرستان گرند باسا (به لاتین: Grand Bassa County) یکی از ۱۵ شهرستان کشور لیبریا است که در غرب آن واقع شده‌است. شهرستان گرند باسا ۷٬۹۳۶ کیلومتر مربع مساحت و ۲۲۴٬۸۳۹ نفر جمعیت دارد.